# 100 هـ
100 هـ هي سنة في التقويم الهجري امتدت مقابلةً في التقويم الميلادي بين سنتي 718 و719.

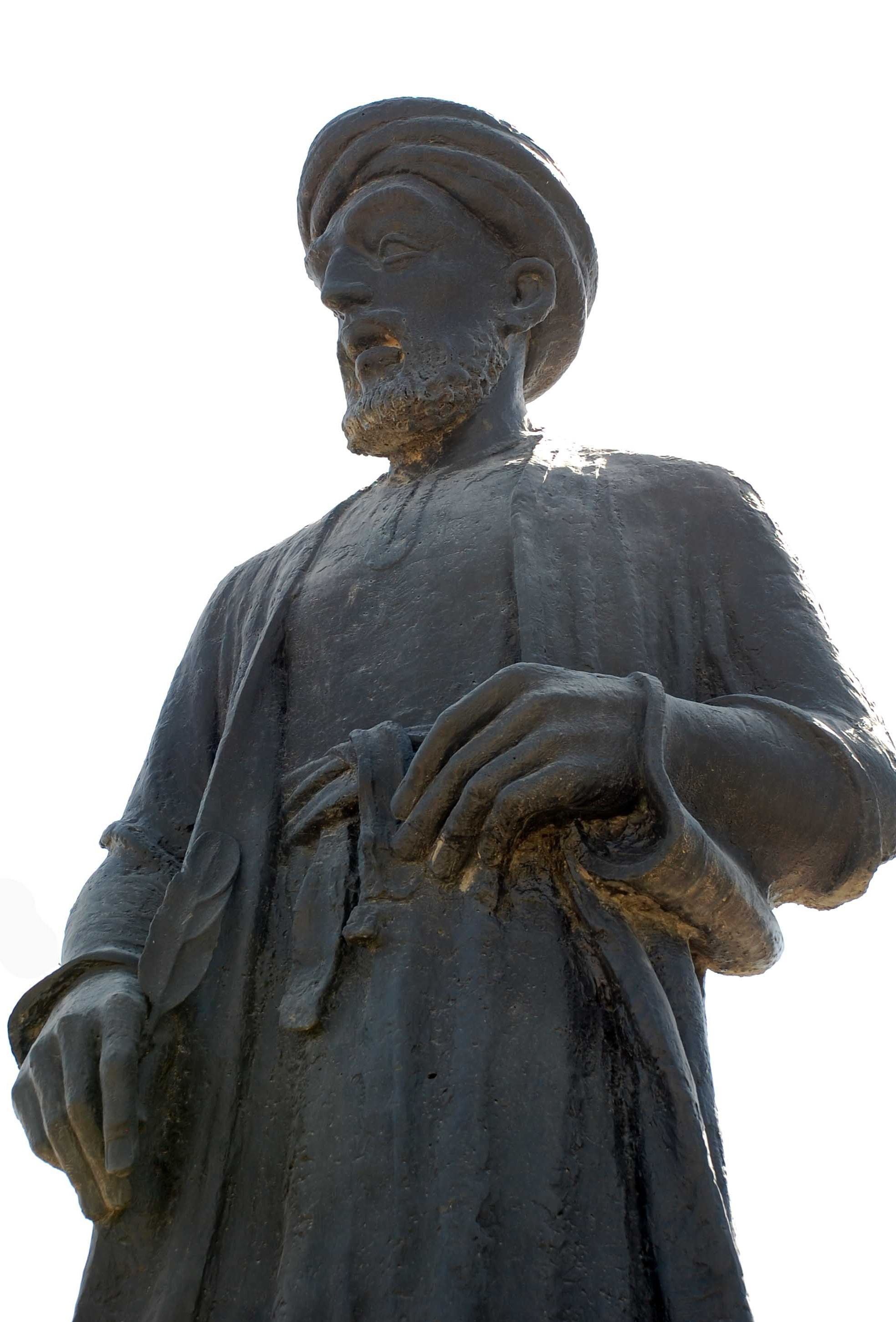
الخليل بن أحمد الفراهيدي

## أحداث
- نهاية حصار القسطنطينية الثاني بقيادة مسلمة بن عبد الملك وعودة الجيش بأمر من الخليفة عمر بن عبد العزيز.

## مواليد
- المفضل بن محمد الضبي عالم، ومؤرخ.
- الخليل بن أحمد العالم النحوي، واضع علم العروض. (و توفي عام 173 هـ).
- أبو خيثمة
- أبو مسلم الخراساني
- إبراهيم بن أدهم
- رابعة العدوية

## وفيات
- أبو الطفيل عامر بن واثلة الكناني
- حنش بن عبد الله الصنعاني
- شبيب بن البرصاء
- عامر الشعبي
- عقيل بن علفة المري
- عيسى بن طلحة بن عبيد الله
- أم حكيم بنت عبد الرحمن
- الضحاك بن مزاحم الهلالي
- حدير بن كريب الحمصي
- خالد بن سعدان الكلاعي
- سالم بن أبي الجعد
- عامر بن شراحيل الشعبي
- عامر بن واثلة
- أبو عثمان النهدي
- مجاهد بن جبير المكي